# Crucianella
Crucianella es un género de plantas con flores del orden de las Gentianales de la familia de las Rubiaceae con 31 especies.

## Descripción
Son matas o hierbas anuales o perennes. Hojas cortamente pecioladas o sentadas, formando con las estípulas verticilos de 4-6 piezas. Flores hermafroditas, en inflorescencias espiciformes terminales o axilares. Cáliz ausente. Corola infundibuliforme, con tubo largo y 4-5 lóbulos erectos. Androceo con 4-5 estambres; anteras oblongas, o linear-oblongas, incluidas en el tubo de la corola. Estilo solitario, filiforme, bífido, con estigma capitados. Fruto seco, dídimo, con 1 semilla por mericarpo.

## Taxonomía
El género fue descrito por Carlos Linneo y publicado en Species Plantarum 1: 108–109. 1753. La especie tipo es: Crucianella latifolia L.

## Especies aceptadas
- Crucianella aegyptiaca L.
- Crucianella angustifolia L.
- Crucianella arabica Schönb.-Tem. & Ehrend.
- Crucianella baldschuanica Krasch.
- Crucianella bithynica Boiss.
- Crucianella bouarfae Andreonszkyu
- Crucianella bucharica B.Fedtsch.
- Crucianella chlorostachys Fisch. & C.A.Mey.
- Crucianella ciliata Lam.
- Crucianella disticha Boiss.
- Crucianella exasperata Fisch. & C.A.Mey.
- Crucianella filifolia Regel & Schmalh.
- Crucianella gilanica Trin.
- Crucianella graeca Boiss.
- Crucianella hirta Pomel
- Crucianella imbricata Boiss.
- Crucianella kurdistanica Malin.
- Crucianella latifolia L.
- Crucianella macrostachya Boiss.
- Crucianella maritima L.
- Crucianella membranacea Boiss.
- Crucianella parviflora Ehrend.
- Crucianella patula L.
- Crucianella platyphylla Ehrend. & Schönb.-Tem.
- Crucianella sabulosa Korovin & Krasch.
- Crucianella schischkinii Lincz.
- Crucianella sintenisii Bornm.
- Crucianella sorgerae Ehrend.
- Crucianella suaveolens C.A.Mey.
- Crucianella transjordanica Rech.f.